# Серсі (Marvel Comics)
Серсі (англ. Sersi, англ. вимова: [ˈsɜrsi]) — персонаж з коміксів американського видавництва Marvel Comics. Героїня зображена як представниця Вічних, раси надлюдей. Вона також була учасницею «Месників» і «Загону Бога». Серсі вперше з'явилась у 1976-78 роках у серії коміксів Вічні.
Джемма Чан зіграла Серсі в фільмі Кіновсесвіту Marvel «Вічні» (2021).

## Історія публікації
Серсі вперше з'явивася у Вічних #3 (вересень 1976). Хоча «Вічні» були опубліковані Marvel Comics, вони не розглядалися як частина Всесвіту Marvel, а скоріше як окрема серія. Пізніше персонажі були включені до всесвіту Marvel. У 1980-х роках вона виступала в гостях у серіалах «Месники» та «Капітан Америка».
Пізніше безперервність коміксів Marvel була відновлена, так що Серсі була мітологічною чарівницею Цирцею, як це було представлено в « Дивних казках» № 109 (червень 1963 р.).
У 1990 році Серсі приєдналася до команди «Месників», після того, як її колега Вічний Ґільґамеш покинув команду після травми. Серсі покинула команду в 1994 році.
Після того, як Marvel був придбаний Malibu Comics, Серсі та Чорний лицар були включені до короткочасного відбитка Ультравсесвіту разом з іншими персонажами Marvel.
Під час перезапуску «Вічних» у 2006 році персонаж був перероблений Нілом Ґейманом.
Серсі та інші Вічні повернулися в серії "Месники" Джейсона Аарона. Потім усі вони були вбиті в сюжетній дузі за участю Темних Целестіалів у випуску № 4.

## Біографія вигаданого персонажа

### Походження та рання історія
Серсі — член четвертого покоління Вічних, еволюційного відгалуження людського роду. Вона є донькою Вічних Геліоса та Перса і, ймовірно, народилася в Олімпії, Греція, десь після Великого Катаклізму, який знищив материки Атлантиду та Лемурію під час тривалого льодовикового періоду, відомого як Гіборейський вік. У молодому віці Серсі відрізнялася від своїх побратимів Вічних у своєму бажанні жити серед людей. Серсі вперше познайомилася з Капітаном Америкою, який подорожував у часі, під час свого перебування в Стародавній Месопотамії. Хоча в цей час Серсі ще виглядала дитиною, їй було вже тисячі років.
Кілька тисяч років потому Серсі була в Стародавній Греції, де вона зустріла поета Гомера, який пізніше написав один з найдавніших творів західної літератури — «Одіссею». Персонаж Цирцея, яка жила на Ееї, острові в Егейському морі, і перетворила людей Одіссея на свиней, була заснована на Серсі. Під ім'ям Цирцеї, в далекі часи Серсі також ув'язнила бісів у скриньці Пандори.
На відміну від більшості своїх побратимів-вічних, які залишаються в прихованих містах, Серсі захоплюється своєю людяністю. Крім Забутого, вона жила серед людей більше, ніж будь-яка інша Вічна. Це включає в себе різні місця історичного значення, такі як Рим Нерона і Камелот, двір короля Артура, де вона допомагала Мерліну фокуснику перемогти самозванця, який узурпував його становище. Серсі також воював разом з Тором під час облоги вікінгів у Парижі, хоча він цього не знав. Вона була танцівницею, актрисою, сценічним фокусником, гедоністом та авантюристкою.

### Епоха дива
У виданні The Eternals Volume 1 #3-5, опублікованому в 1976 році, Серсі боролася з Девіантами в Нью-Йорку після чого антрополог, доктор Семюель Голден, познайомив її зі світом у цілому в Нью-Йоркському коледжі, разом з іншими вічними. Серсі захопилася тихим лікарем і почала з ним стосунки. Хоча в неї створюється враження, що вона скоріше була б на вечірці, Серсі виявилася стійкою союзницею Вічних у їхній боротьбі з Девіантами.
Серсі познайомилась і стала союзницею Тора. Потім вона брала участь у битві між олімпійськими богами та Вічними. Незважаючи на вірність Вічним, Серсі цінувала незалежність, і вона часто відмовлялася приходити на збори Вічних. Під час одного з таких випадків Домо з Вічних відправив Братів Дельфанів, щоб привести її в Олімпію, щоб усі Вічні могли сформувати Уні-Розум, щоб обговорити своє майбутнє. Однак Серсі вирішила не брати участь, оскільки продовжуватиме робити те, що хоче, незалежно від результату. Невідомих братів Дельфанів, двома гостями вечірки Серсі були Оса та Старфокс, члени Месників, які, на велике задоволення Серсі, насправді розбили партію. Вони приїхали також до Олімпії, де було виявлено, що Старфокс був сином А'ларса, який також був наставником Титана, братом Зураса. Коли більшість Вічних вирішила залишити Землю в космосі, Серсі вирішила залишитися.
Щонайменше через 13 років Капітан Америка — Месник потребував допомоги у справі, над якою він працював, з ілюзіями або здібностями змінювати форму. Він знайшов адресу Серсі в базі даних Месників і вирішив попросити її про допомогу. Серсі була більш ніж рада допомогти «Кепу» (вона йому дуже подобалася і постійно фліртувала з ним, що дуже сильно його бентежило), хоча вона сказала йому, що це вимагатиме від нього послуги у відповідь  —  як виявилося, запрошення на вечерю.
Серсі билися з Гаур разом з Вічними, Тором, і Західним узбережжям Месників. Серсі також допомогла Месникам у їх боротьбі проти інакомислячих і Старшого Бога Сета. Коли її товариш Вічний, Забутий, був поранений під час служби в якості Месника, Месники прийшли до Серсі за допомогою. Вона вирушила в Негативну зону разом з Месниками, щоб знайти Вічних, де, здавалося б, її вбив Бластаар, але повернулася до життя.

### Наймогутніший на Землі
Капітан Америка, голова Месників, вирішив попросити Серсі приєднатися до Месників через її попередню допомогу. Серсі прийняла пропозицію Кепа і став одним з найсильніших на Землі (можливо, на основі її потягу до Кепа, або тому, що вона виявила, що їй подобається героїка більше, ніж вона дозволяла). У своїй першій місії з командою вона допомогла їм перемогти Небулу.
Серсі була потужним доповненням до списку Месників, хоча її нешкідливий флірт все-таки зумів збентежити Капітана Америку. Серсі служила з командою досить довго. Потім, під час нападу братів на Землю, Серсі була захоплена Уні-розум з лідером братів Тейном Ектором. Такий союз між двома різними видами заборонений Вічними, оскільки це може призвести до порушення психічних дисциплін Вічних. Серсі билась з Сибілою Дорн і стала союзницею Тане Ектор.
Через кілька місяців після цього, Серсі стала більш агресивною; вона була одна з Месниниць, що беруть участь в спробі вбивства кріанцького лідера під час участі Месників в кріансько-ші'арській війні.

### Кохання Чорного лицаря і зло Проктора
За цей час Серсі почала стосунки з товаришем-месником Дейном Вітменом, Чорним лицарем. Месники починають боротьбу з лиходієм на ім'я Проктор, який об'єднав Месників з різних реалій, створивши команду під назвою «Збирачі».
Новий агресивний характер Серсі викликав напруженість між нею та її товаришами по команді. Романтичний трикутник утворився між Серсі, Чорним Лицарем та найновішим Месником — Кристалом. Ця напруга досягла апогею, коли Месники подорожували на планету Полемах. Коли злодійний священик Анскар вбив молоду дівчину на ім'я Астра, Серсі вбив його у відплату.
Коли Месники повернулися на Землю, Серсі втекла до Воїнського водоспаду, у Ваканді, намагаючись уникнути почуття провини та страху, який вона відчула через свої необдумані дії. Чорний лицар знайшов її і переконав повернутися до штабу Месників. Серсі сказала своєму коханому, що боїться зійти з розуму. Повернувшись до штабу Месників, Серсі раптово напала на своїх побратимів-Месників. Її зупинило лише втручання Віжена (який таємно був Анти-Віженом, учасником Збирачів). Реальний Віжен був у полоні в Прокторевій Андискій гірськії базі.
До цього часу колеги Серсі, Вічні, усвідомили її нестабільну природу. Троє з них прийшли до неї: Ікаріс, Арекс і Спрайт, щоб повернути її в Олімпію (столицю Вічних). Вічні побоювалися, що Серсі страждає на хворобу Махда Вірі, злам розуму через продовження життя Вічних. Серсі відкинули їхні страхи як архаїчні і відмовились супроводжувати їх назад до Олімпії. Месники також не хотіли дозволити Вічним забрати одного зі своїх членів проти її волі. Вони також дізналися, що якщо виявиться, що Серсі страждає від Махда Вірі, Вічні планували «очистити» її від цього шляхом молекулярного розпаду, вбивши її. Спрайт, яка дізналася про стосунки Серсі з Чорним лицарем, запропонувала зробити Лицаря її Ганною Джосін. (концепція, яку вічні використовують для опису інтимного з'єднання двох розумів як споріднених душ у їхньому особистому уні-розумі). Перш ніж це питання можна було далі обговорити, Ікаріс використав свої повноваження як Верховний Вічний для створення зв'язку між Серсі та Чорним Лицарем. Тоді Вічні відійшли. Чорний лицар не був задоволений результатом, оскільки він вирішив, що любить Кристал, а не Серсі.
Месники мали мало часу для обговорення ситуації, оскільки напали на Андиську цитадель Проктора. Потім вони боролися проти команди самогубства крі, в ґеношанському конфлікту, Серсі боролася Ексодукс.
Відносини між товаришами по команді продовжували погіршуватися, і Серсі залишалася в нестабільному стані. Месники закликали Генка Піма виявити причину її психічних проблем. У якийсь момент Серсі зізналася дворецькому Месників Джарвісу, що їй снився дивний чоловік в чорному, який нападав на молодих людей, з якими вона подружилася. Джарвіс досліджував її далі, і Серсі використовувала свої сили, щоб витягнути образ Проктора з її розуму. Ні Джарвіс, ні Серсі ніколи не бачили Проктора і не впізнали його. Приблизно в цей час двоє поліцейських особисто допитали Серсі. Пізніше їх знайшли викопаними з річки і перетворили в камінь. Серсі була звинувачена в цих вбивствах.
Серсі була здивована цим звинуваченням. Месники вважали її здатною до злочинів. Коли поліція спробувала її заарештувати, Серсі зруйнувала особняк Месників і втекла до Бруклінського мосту. У своєму шаленому стані вона скористалася посиланням Ґанн Джосін, щоб покликати Чорного Лицаря на свою сторону, і вони вдвох готувалися битися з іншими Месниками. Коли Серсі погрожувала Кристал, Чорний лицар відреагував і тимчасово розірвав зв'язок Ґанн Джосін. Вражена цим, Серсі зруйнувала Бруклінський міст.
Збентежений її душевним станом, до Серсі нарешті звернувся Проктор, який розкрив усю міру його шаленого плану. Захопивши її, Проктор повернувся на свою оперативну базу в Нью -Йорку і виявив, що саме він стоїть за її божевіллям і захопленнями, і саме він несе відповідальність за вбивства молодих людей та поліцейських. Тепер, коли її повна пам'ять повернулася, Серсі вирвалася з-під контролю Проктора досить довго, щоб натрапити на кімнату з трофеями лиходія. Тут лежав Уте, переможений Спостерігач (який Проктор використовував для подолання мультивсесвіту), а також незліченна кількість інших світів Серсі, яких Проктор уже вбив у своєму божевільному хрестовому поході. З розгубленістю Серсі, Збирач Рік зміг її стримати ще раз. Месників врятували Вічні Тена і Спрайт. Спираючись на опис Джарвіса чоловіка уві сні Серсі, Месники дійшли висновку, що Проктор несе відповідальність за злочини. До них також звернувся Уте з астральною формою, який попередив їх, що Проктора треба перемогти, інакше вся реальність зруйнується. Тим часом данець Вітмен за допомогою комп'ютерного аналізу виявив, що Проктор — це версія його самого з іншої реальності. Тим часом Проктор розпочав свій останній гамбіт: використання енергії життя Серсі та Уте, щоб зруйнувати різні реальності одна на одну.
До Месників приєдналися Тена та Спрайт і кинулися на місце події, проте їм протистояли збирачі. Поки його товариші-месники билися з різними збирачами, Чорний лицар підійшов до самого Проктора, але був переможений Проктором та його чорним деревом. Серсі та Спостерігач дивилися у вирі, що їх містив, коли Проктор почав «збирати» сутність Чорного лицаря у себе, готуючись злитися з ним. Ртуть, відчужений чоловік Кристал, зупинив план лиходія. Підійшовши до Проктора, звільнена Серсі використала чорне лезо лиходія, щоб вбити його. Після цього Уте (на передсмертному подиху) використав свої сили, щоб скасувати шкоду, завдану особняку Месників, Бруклінському мосту та різним іншим місцям, а також відкрив розмірний розрив до іншої реальності. Серсі, побоюючись, що маніпуляції з Проктором незворотні, вирішила увійти в ці двері між світами, щоб вона могла жити вільно від його божевілля. Зі своїм власним розумом Чорний лицар вирішив приєднатися до Серсі у її вигнанні. Він відчував відповідальність за страждання, які пережив Серсі, і він знав, що не міг би залишитися в Месниках, якщо це означало втручання у спроби Ртуті примиритися з Кристал. Два Месники увійшли в розрив розмірів, подорожуючи до іншого Всесвіту.

### Загублені в ультравсесвіті
Портал переніс дует у Ультравсесвіті, батьківщину ультрас (всесвіт, створений Malibu Comics). Вони були розділені в розколі, Серсі опинився в Екваторіальній Африці, а Дейн Вітмен опинився в Маямі. В Ультравсесвіті Серсі була одержимим духом одного з каменів вічности, каменя Еґо.
Камень Еґо багато разів відокремлювався від інших, і тепер він мав намір використовувати Серсі для возз'єднання з іншими. (дорогоцінні камені також були перевезені в Ультравсесвіт, для дій Руни суперзлодія). Воля Серсі виявилася занадто сильною для каменя, і її зв'язок з Чорним лицарем змусив його шукати його. Камень Еґо, дав їй один день, щоб помиритися зі своїм минулим.
Тим часом Чорний лицар знайшов місцеву Ультрасилу, наймогутніших героїв Ультравсесвіту, таких як Hardcase, Prime та Topaz. Дізнавшись про контроль Локі над Самоцвітами Нескінченності, Лицар спробував зв'язатися з Месниками, але був зірваний, коли з'явився Серсі. Серсі проміжно боролися з топазом, амазонської цариці Gwendor. Втручання Чорного лицаря закінчило бій. Самоцвіт Его, розуміючи, що він може використати Ультрасила, щоб возз'єднатися зі своїми «братами», змусив Серсі послати їх за шістьма іншими Самоцвітами. Чорний лицар та Ультрасила не змогли вирвати дорогоцінні камені з -під контролю Локі. Серсі використав свою свободу волі, щоб повернути їх на свою базу.
Тепер повністю, під контролем каменя Еґо, Серсі стало відомо про присутність Ґрандмастера в Ультравсесвіті. Цей Старійшина Всесвіту подорожував до Ультравсесвіту, намагаючись здобути дорогоцінний камінь Розуму. Реалізувавши можливість, дорогоцінний камінь Еґо змусив Ґрандмайстер також виконати свою доручення. Ґрандмайстер підійшов до Локі і запропонував гру. Якби він переміг, Ґрандмайстер отримав би дорогоцінний камінь розуму. Якби Локі переміг, йому б повідомили місцезнаходження каменя Еґо. Гра отримала назву Worlds and Warriors, спрощена версія карткової гри Земля. Однак замість карт будуть використані справжні герої. Ґрандмайстер обрав Месників, а Локі обрав Ультрасилу. Члени кожної команди протистояли членам іншої. Зі свого боку, Месники сказали, що це зупинити Локі та врятувати Чорного Лицаря, тоді як членам Ультрасили було сказано, що Месники є частиною вторгнення. Різні битви закінчилися тупиковими ситуаціями, і Локі використав заявлену перемогу. Ґрандмайстер (раб заповіту каменя Еґо) відкрив Лорі Серсі. Вона кинулася на нього і змогла відокремити його від каменів, перш ніж він міг діяти. У цей час дорогоцінний камінь Еґо визволив Серсі зі своєї влади. Поєднавшись з шістьма іншими каменями, вони були повністю відчутні, антропоморфізовані в космічну істоту, яка називала себе Немезидою.
Немезида хотіла створити новий світ і (об'єднавши елементи зі світів Месників та Ультрасили) створила всесвіт амальгами. Хоча було занадто багато суперечливих елементів, і коли Топаз з Ультравсесвіту вступив у фізичний контакт з Локі, елементами з двох дивно різних континуумів, структура зламалася. У своїй паніці Немезида телепортувалася на Землю Ультра і мала намір продовжувати творити там, навіть якщо це означало знищення світу, який уже був там. Проте шість інших самоцвітів чинили їй опір, оскільки ім'я Немезида не мало контролюючого впливу, необхідного для їх об'єднання. Месники та Ультрасила об'єднали зусилля, щоб зупинити її. Створюючи диверсію, вони напали на неї разом, дозволивши Чорному Лицарю наблизитися до нього досить близько, щоб ще раз розділити Самоцвіти. У результаті вибуху Месники були повернуті на Землю Всесвіту Marvel, тоді як Ультрасила та Чорний Лицар повернулися в Ультравсесвіт. Серсі блукала в підвішеному стані, поки Чорний лицар не повернувся до неї.

### Давні вороги— сучасне відродження
Однак з часом два Месники знайшли спосіб повернутися на Землю-616, але не раніше, ніж повернутися в часі до епохи хрестових походів, де вони боролися з лиходієм Виходом.
Вони повернулися на правильну шкалу часу ще раз. Чорний лицар опинився в Нью-Йорку, але оскільки Месники були мертві після нападу, він приєднався до Героїв на прокат (як вигаданої групи, так і назви обмежених серій 1997 року). Однак Серсі опинилася в Лемурії; дізнавшись про чергову змову Гаура, вона втекла, щоб отримати допомогу. Також знайшовши Месників мертвими, вона звернулася до Героїв за прокатом. Зриваючи змову Гаура, Серсі та Чорний лицар вирішили, що їм обом потрібен деякий час окремо після всього, що вони пережили.
Серсі повернулася в Олімпію, де залишалася, поки, окрім допомоги «Месникам» у їх битві проти Морґани Ле Фей, вона не приєдналася до «Нової породи», групи Вічних, яка видає себе за суперкоманду людини, яка контролює Девіантів, які стали без розуму. монстри.

### Вічні (2006)
Завдяки спробі Спрайт стати людиною, Серсі жила в Нью-Йорку, де планувала заробітки на життя. Там вона не могла згадати ні свого походження як Вічної, ні своїх сил. Її найняв Друїґ, нині віце-прем'єр-міністр Ворожейки, для пропаганди цієї маленької колишньої радянської республіки, організувавши вечірку в посольстві Ворожейкана. Після того, як партія була врятована від групи озброєних людей зусиллями Марка Каррі (який тимчасово повернув свої повноваження, хоча це невідоме навіть йому) і Залізної людини, Залізна Людина запитала Серсі про реєстрацію, оскільки вона була колишньою Месницею. Показано, що Серсі збентежена тим, що він має на увазі, а пізніше Залізна Людина збентежений, коли виявляє, що в базі даних Месників більше немає записів про Серсі. Вона випробовує свої сили і випадково перетворює кота у дракона.
Якщо вірити Вічному, відомому як Спрайт, спогади Вічних про їхню історію та життя насправді є складною ілюзією з його боку (можливий реткон походження Вічних, висунутий на перший план у цьому новому коміксовому міні-серіалі), та Серсі насправді набагато ближче до півмільйона років, а не «всього лише» щонайменше п'яти тисяч років (у неї вічний Маккарі як знову, знову-знову коханець протягом сотень тисяч років, якщо історія Спрайта правдива як зазначено). Наприкінці серіалу вона вирішує, що хоче відновити своє звичне життя, не бажаючи бути ні Вічною, ні Месницею, що пропонує їй Тоні Старк.
Тепер, вийшовши зі світу супергероїв, Серсі пізніше з'являється як керівник вебсайту для планування вечірок. Вона відхиляє прохання Оси знову стати Месницею, але використовує свої сили, щоб допомогти команді вистежити Йон-Роґґа.

### Смерть
Коли Остаточна Рада прибула на Землю, Серсі та всі інші Вічні вбили себе, усвідомивши справжню мету, для якої вони були створені. Її тіло було помічено, коли Залізна Людина та Доктор Стрендж подорожували до гір Греції, щоб отримати відповіді від Вічних.

## Сили та здібності
Як член раси надлюдей, відомих як Вічні, Серсі має стандартні здібності Вічних Землі, хоча більшість своїх сил вона зосередила на трансмутаційних здібностях і протягом століть видавала це як ілюзію чи магію. Псіонічна здатність Серсі перебудовувати молекулярну структуру об'єктів набагато більша, ніж у будь-якого іншого Вічного; межі можливостей молекулярної перебудови Серсі поки не розкриті, але вона одного разу заявила, що навіть лідер Вічних, Зурас, боявся її, і Спрайт стверджувала, що вона наймогутніша з усіх Вічних. Серсі-єдиний живий адепт п'ятого рівня, який володіє трансмутацією матерії (за шкалою 1-5). Вона має здатність змінювати молекулярні та атомні структури всієї матерії, включаючи живі організми. Однак вона виявила труднощі в перестановці субатомної речовини.

## Інші версії
У Серсі є багато інших версій у мультивсесвіті, але багато з них, очевидно, були вбиті самим Проктором. 

### Мутант Х
У Мутанті X, Серсі разом з багатьма іншими Вічними та Нелюдяними протистоять вбивчому дуету Дракули та Бейондера у Вашингтоні, округ Колумбія. Усі вони гинуть.

## В інших медіа

### Фільм
- У квітні 2018 року Кевін Файгі оголосив про початок розробки фільму за мотивами «Вічних», центральними героями якого є Серсі та Ікаріс.[50][51] У травні 2018 року Метью та Раяна Фірпо було найнято для написання сценарію до проєкту.[52] Наприкінці вересня Marvel найняла Хлої Чжао для керівництва фільмом, який мав одержати назву «Вічні».[53] У серпні 2019 року студія Marvel оголосила, що Джемма Чан (яка раніше зображала Мінн-Ерву у фільмі КВМ 2019 року «Капітан Марвел»[54]) зіграє персонажа у майбутньому фільмі «Вічні».[1] У фільмі Серсі є емпатичним Вічним із спорідненістю до людства, яке може маніпулювати матерією.[55][56][57] Вона була закохана в Ікаріса протягом століть і виступає як куратор на Землі.[57] Файґі описав Серсі як головну особу фільму.[58]

### Телебачення
- Серсі з'являється у фільмі Marvel Knights: Eternals, озвученому Келлі Шерідан.[59]